# Hit (Baseball)

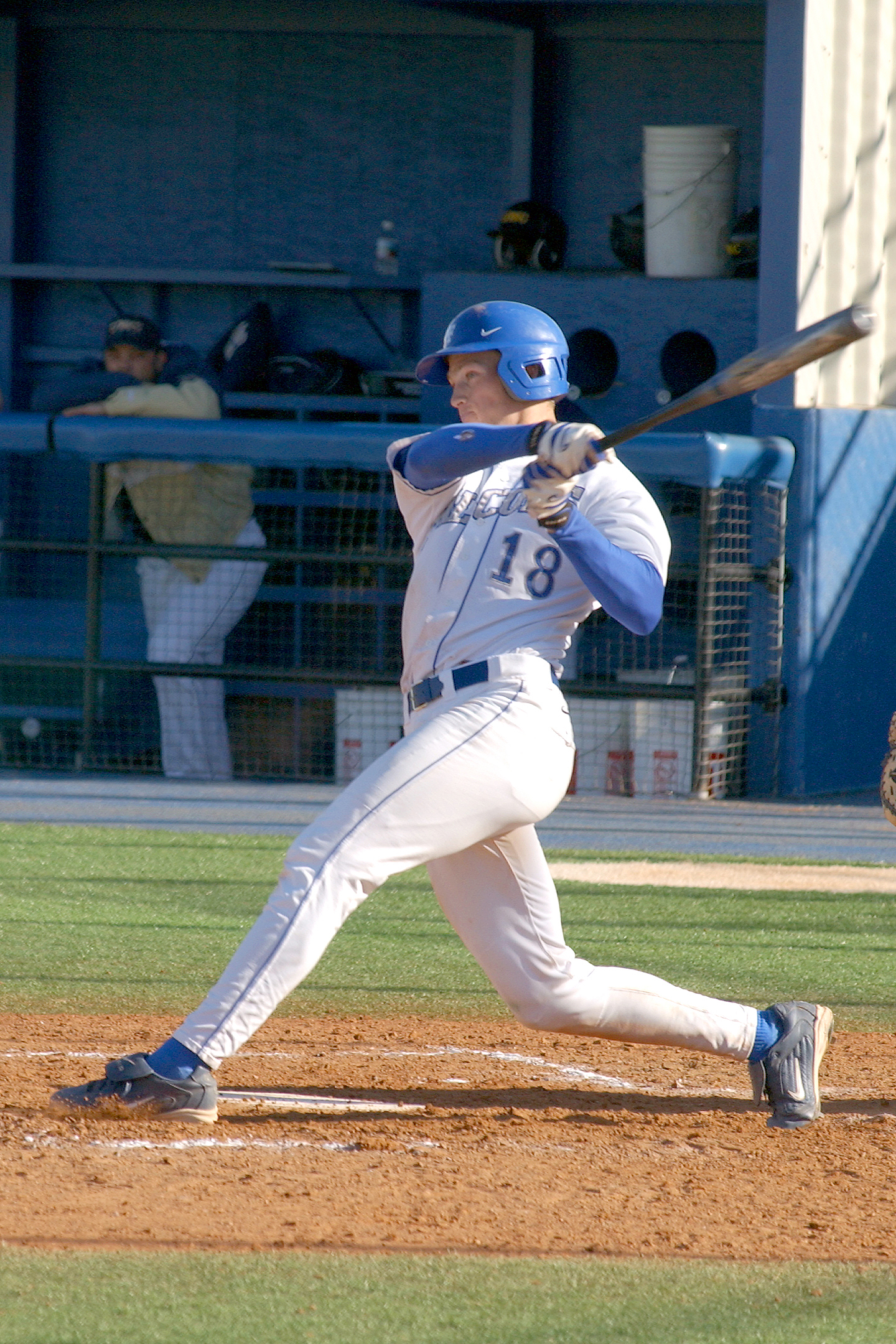
Batter beim Versuch, einen Hit zu erzielen

Als Hit gilt im Baseball, wenn der Batter (Schlagmann) nach einem erfolgreichen Treffer des Balls eine Base erreicht. In der Baseballstatistik erhält der Batter einen Hit, wenn er nach einem gültigen Schlag des Balls ohne den Vorteil eines Errors oder Fielder's Choice die erste Base erreicht.

## Gültige Hits
Um einen Hit zu erzielen, muss der Batter die erste Base erreichen,
- bevor ihn ein Feldspieler mit dem Ball berühren (Tagging) kann
- bevor ein Feldspieler den Ball zu einem anderen Spieler an der Base wirft
- bevor ein Feldspieler die Base mit dem Ball erreicht

Der Hit wird in dem Augenblick gewertet, wenn der Spieler die erste Base erreicht. Wenn der Runner nach Erreichen der ersten Base weiterläuft und dann z. B. an der zweiten Base ausgespielt wird, so wird ihm trotzdem ein Hit angerechnet.

### Arten von Hits
Ein Hit, durch den der Batter die erste Base erreicht, nennt man Single. Entsprechend gelten Hits, die zum Erreichen der zweiten und dritten Base führen als Double und Triple. Auch ein Home Run zählt als Hit. Doubles, Triples und Home Runs werden auch Extra Base Hits genannt. Bei einem Infield Hit handelt es sich um einen Treffer, bei dem der Ball das Infield nicht verlässt. Infield Hits sind selten und werden meist von sehr schnellen Runnern erzielt.

## No-Hitter
Ein No-Hitter ist ein Baseball-Spiel, bei dem eines der Teams keinen einzigen Hit erzielt. Ein No-Hitter ist ein seltenes Ereignis und gilt als herausragende Leistung der beteiligten Pitcher. Im professionellen Baseball werden No-Hitter meist von einem Pitcher alleine erzielt, der ein vollständiges Spiel absolviert. In einem No-Hitter-Spiel können Gegenspieler theoretisch trotzdem Bases erreichen, wenn dies durch Walks, Errors, Hit by Pitch oder durch besondere Einflüsse geschieht. Wenn der Pitcher keinem Gegenspieler erlaubt, eine Base zu erreichen, handelt es sich um ein Perfect Game.